# Denisovagrottan

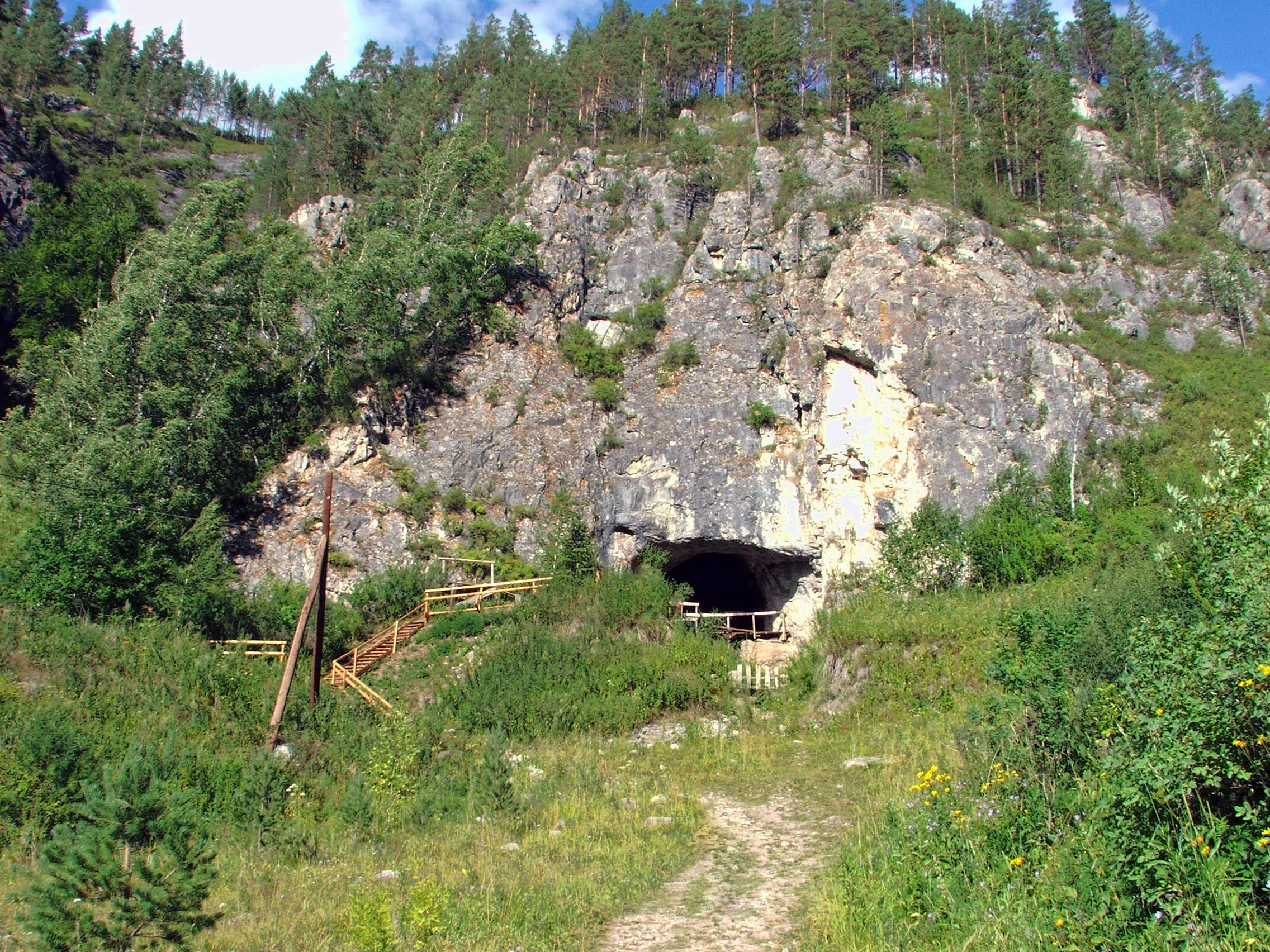
Denisovagrottan 2008.

Denisovagrottan (ryska: Денисова пещера, Denisova pesjtjera) är en grotta i bergkedjan Altaj i Sibirien. Grottan är mest känd för sina rika förhistoriska fynd: där har bott både Homo sapiens och neandertalmänniskor, och i grottan har hittats spår av en hel ny människoart som kallas för denisovamänniska, uppkallad efter grottan.
Grottan är uppkallad efter en gammaltroende eremit, St. Denis, som bodde där under 1700-talet. På altaiska heter grottan Aju-Tasj som betyder "björnberg"..
Idag (2020) är grottan öppen också för turister.

## Arkeologisk betydelse
Denisovagrottan har varit bebodd för ungefär 300 000 år sedan. Grottans genomsnittliga temperatur är 0°C (eller 32°F) vilket är optimalt för att bevara DNA.
År 2008 hittades första tecknen på arten som kallas för denisovamänniska: en tand och lillfingerben från grottan som hörde till olika individer och som levde för ungefär 40 000 år sedan. I nutid (2020) förefaller det som att 3–5 % av genomet hos melanesier på Nya Guinea härstammar från denisovamänniskor då de har korsats med Homo sapiens.
Hittills har forskarna hittat tecken på sex olika människor från grottan: fyra har klassificerats som denisovamänniska, en som neandertalmänniska och en som neandertal-denisova-hybrid (som heter Denisovan 11). Alla neandertalfossiler, som inkluderar hybriden, kommer från tidsperioden 140 000–80 000 år sedan medan de yngsta denisovafossilerna är ungefär 52 000 år gamla.
År 2017 hittades ben av en zebra-liknande hästart från Denisovagrottan. Denna så kallade ovodov-häst antogs tidigare ha dött ut redan för 400 000 år sedan, men fyndet från grottan visade att människorna jagade och åt hästen för ungefär 24 000 år sedan.